# Південноафриканське нафтове ембарго (1987)
Південноафриканська нафтове ембарго — міжнародні торговельні обмеження на поставки нафти, введені 20 листопада 1987 року Генеральною Асамблеєю ООН проти Південно-Африканської Республіки, з тим, щоб чинити тиск на уряд ПАР та покласти край расистській політиці апартеїду в цій країні.